# Con lui cavalca la morte
Pour plus de détails, voir Fiche technique et Distribution.
Con lui cavalca la morte est un western spaghetti italien réalisé par Giuseppe Vari et sorti en 1967,.

## Fiche technique
Sauf indication contraire, les informations mentionnées dans cette section peuvent être confirmées par la base de données cinématographiques IMDb,  présente dans la section « Liens externes ».
- Titre original : Con lui cavalca la morte[3]
- Titre espagnol : Django cabalga con la muerte
- Titre allemand : Tödlicher Ritt nach Sacramento[4]
- Titre anglais : Death Rides Along
- Réalisation : Giuseppe Vari (sous le nom de « Joseph Warren »)
- Scénario : Augusto Caminito, Fernando Di Leo, Adriano Bolzoni
- Photographie : Amerigo Gengarelli
- Montage : Giuseppe Vari
- Musique : Lallo Gori
- Assistant à la réalisation : Ferdinando Merighi
- Décors : Enzo Bulgarelli
- Costumes : Berenice Sparano
- Production : Franco Palombi, Gabriele Silvestri
- Sociétés de production : Italcine, Piciene S.r.l.
- Pays de production :  Italie
- Langue de tournage : italien
- Format : Couleur (Eastmancolor) - 2,35:1 - Son mono - 35 mm
- Durée : 92 minutes (1h32)
- Genre : Western spaghetti
- Dates de sortie :
  - Italie : 11 novembre 1967
  - Argentine : 28 juin 1971
  - Allemagne de l'Ouest : 25 avril 1975

## Distribution
- Mike Marshall : Idaho Joe
- Hélène Chanel : Dolores Talbot
- Andrea Bosic : Bryan Talbot
- Claudio Undari (sous le nom de « Robert Hundar ») : Luke Prentiss
- Paolo Giusti : Chris
- Carole André : Susan
- Giuseppe Addobbati (sous le nom de « John Mc Douglas ») : Jeremiah
- Luisa Della Noce : La mère de Susan
- Paola Natale
- Attilio Severini (non crédité) : Warwick